# Buntul Musara
Buntul Musara is een bestuurslaag in het regentschap Gayo Lues van de provincie Atjeh, Indonesië. Buntul Musara telt 469 inwoners (volkstelling 2010).